# Dynamena brevis
Dynamena brevis is een hydroïdpoliep uit de familie Sertulariidae. De poliep komt uit het geslacht Dynamena. Dynamena brevis werd in 1935 voor het eerst wetenschappelijk beschreven door Fraser. 